# 琼·拉森

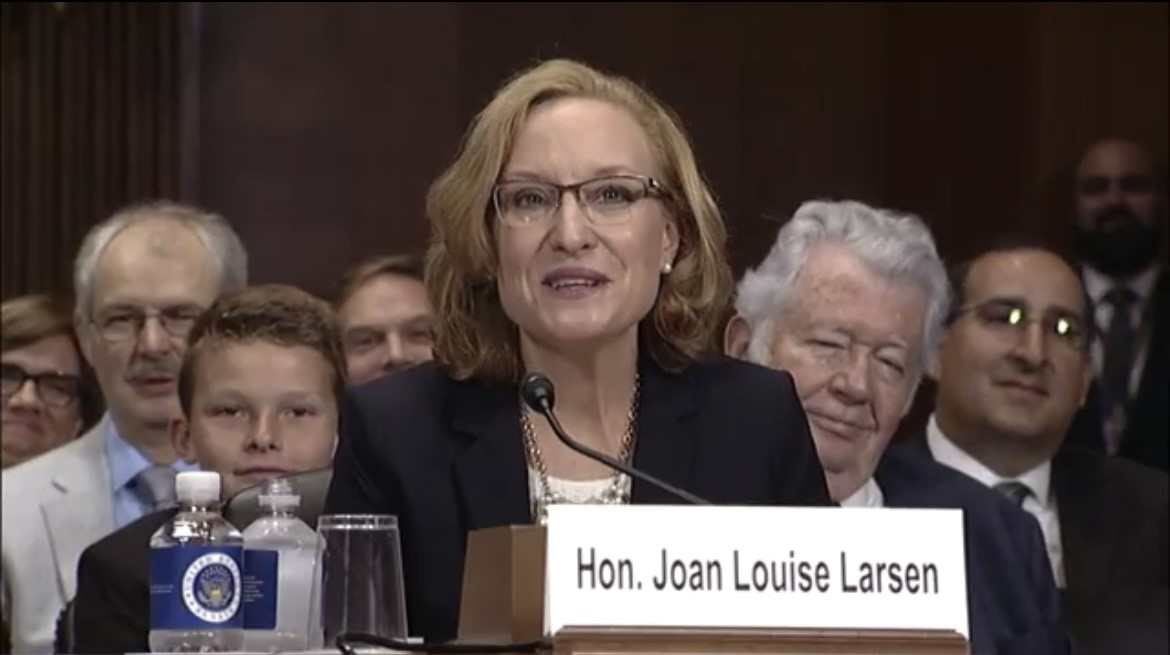
琼·拉森在2017年時出席公開活動。

琼·拉森（Joan Louise Larsen，1968年12月1日—），現任美國聯邦第六巡迴上訴法院法官。於2015年至2017年11月2日任密歇根州最高法院法官。2017年5月8日獲美國總統川普提名為美國聯邦第六巡迴上訴法院法官。2017年10月31日，美國參議院以60票對38票通過任命。